# Continental Airlines
Continental Airlines var ett större amerikanskt flygbolag som innan sin fusion med United Airlines var det fjärde största flygbolaget i USA och det femte största i världen. 
Continental Airlines startades 1934 som Varney Speed Lines, taget efter ägarens namn Walter T. Varney. Walter T. Varney ändrade namn till Continental Airlines 1937 då Robert Six tog över företaget. Robert Six flyttade huvudkontoret till Stapleton Airport i Denver, Colorado i oktober samma år.
Bolaget skrev juni 2008 under på att gå med i Star Alliance och att bilda ett partnerskap med United Airlines, och därmed bryta upp från samarbetet inom SkyTeam. Detta sker dock först nio månader efter Delta Air Lines och Northwest Airlines har slagits ihop.
"Continental Airlines" fusionerades den 3 mars 2012 med United Airlines och är numer ett gemensamt bolag som flyger under namnet United men med Continentals gamla logotyp (jordgloben).